# Schafstedt
Schafstedt est une commune allemande du Schleswig-Holstein, située dans l'arrondissement de Dithmarse (Kreis Dithmarschen), à mi-chemin entre les villes de Heide et Itzehoe. Schafstedt est l'une des 24 communes de l'Amt Mitteldithmarschen (« Moyenne-Dithmarse ») dont le siège est à Meldorf.